# Осеворст

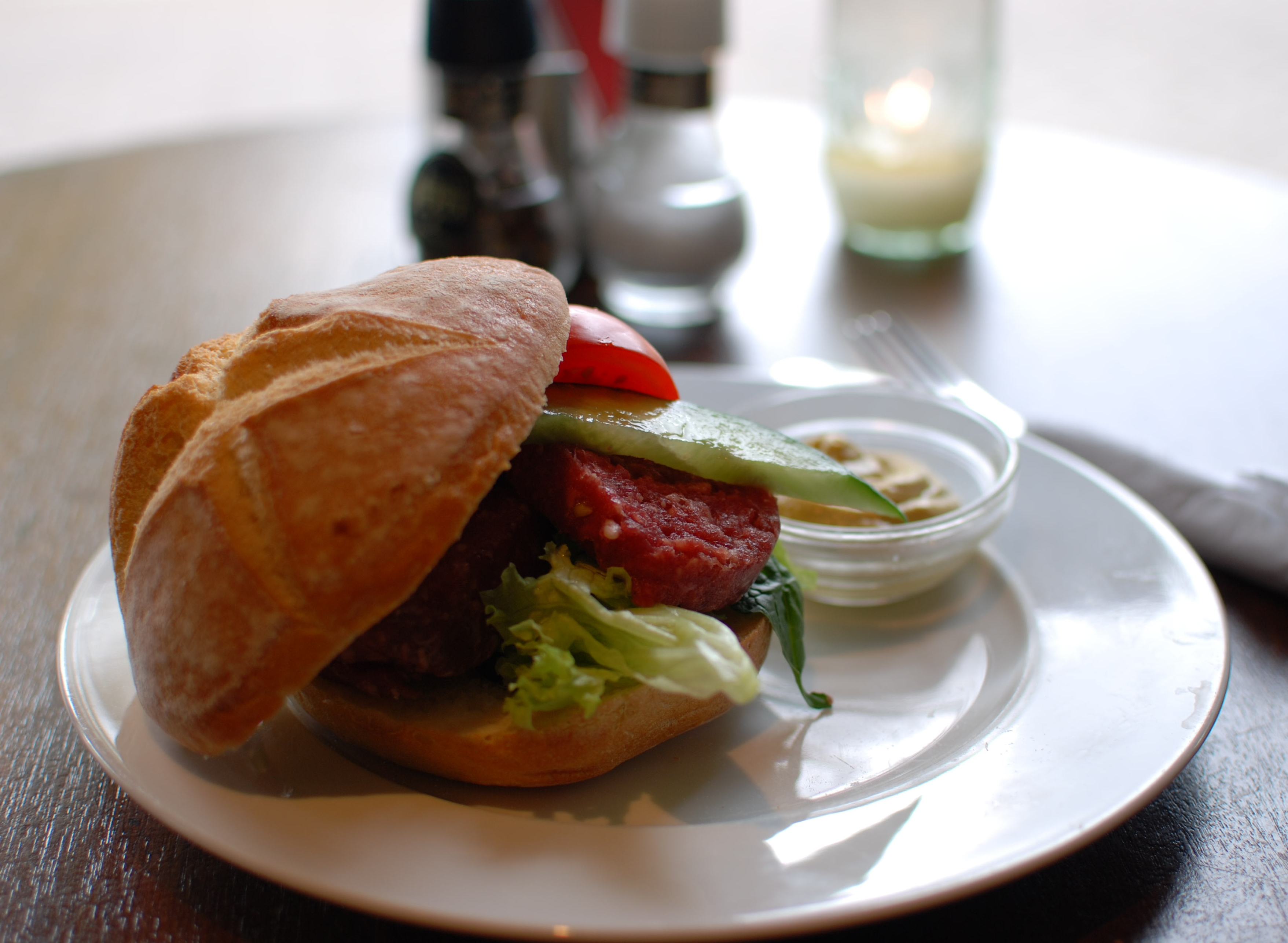
Сендвіч осеворст

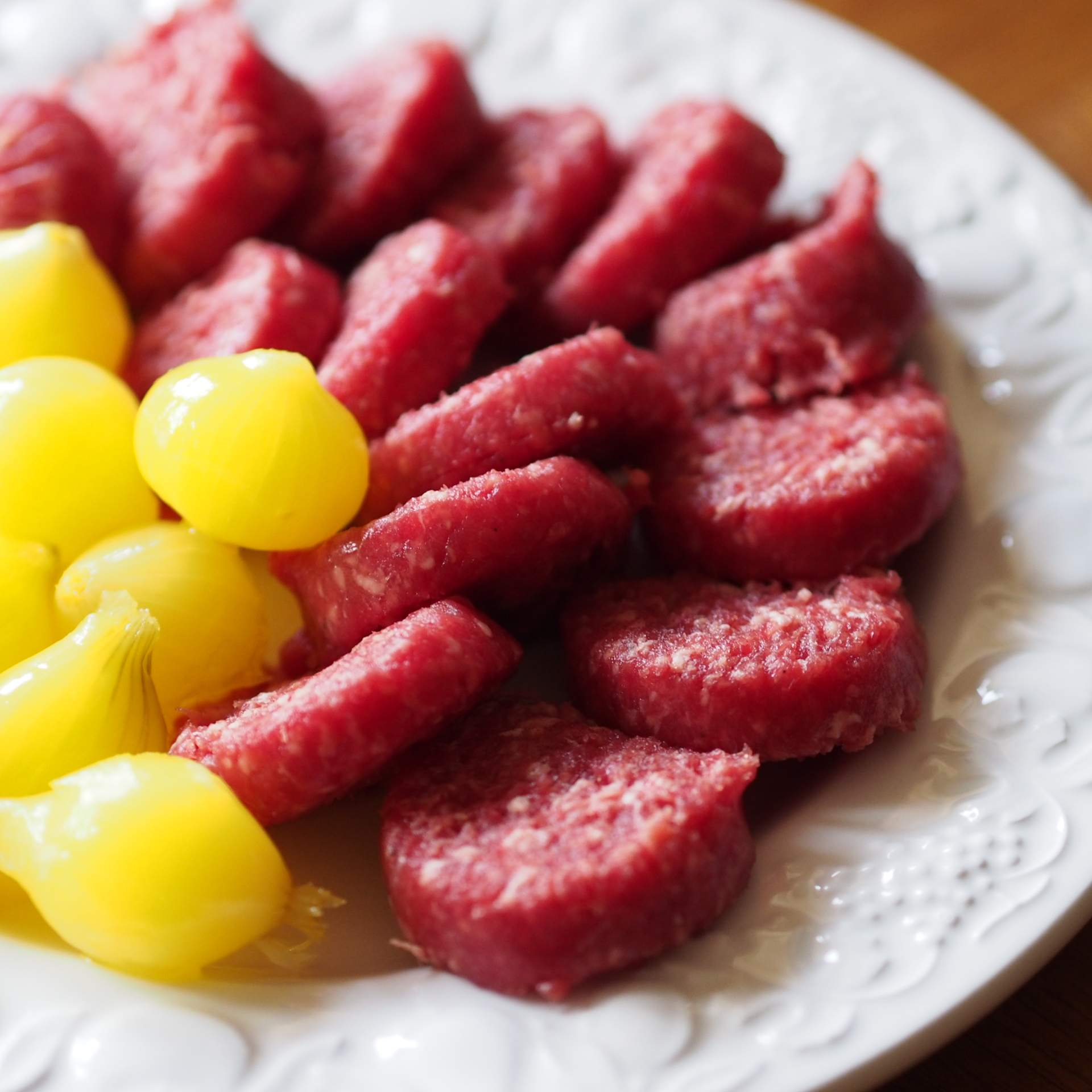
Осеворст подається з Amsterdamse uitjes (цибуля, маринована з куркумою або шафраном)

Осеворст (нід. вимова: [ˈɔsə(n)ˌʋɔrst] ( прослухати); англ.: волова ковбаса) — це сира ковбаса з яловичини, що походить з Амстердама, яка спочатку виготовлялася з м'яса вола.
Ця особливість бере свій початок у сімнадцятому столітті, коли волів масово імпортували з Данії та Німеччини. Спеції в ковбасі, такі як перець, гвоздика, мейс і мускатний горіх, прийшли з голландської Ост-Індії.
Традиційно для цієї ковбаси використовували витриману яловичину, яку потім коптили за низької температури, щоб м'ясо залишалося сирим. Сучасний амстердамський осеворст готують із нежирної яловичини, і ковбасу тепер часто ні коптять, ні витримують.